# Macrotyphula
Macrotyphula R.H. Petersen (buławniczka) – rodzaj grzybów należący do rodziny pałecznicowatych (Typhulaceae).

## Charakterystyka
Saprotrofy rozwijające się na szczątkach roślinnych. Wytwarzają wydłużone owocniki, o nitkowatym, rurkowatym lub maczugowatym pokroju, u niektórych gatunków puste w środku. W odróżnieniu od owocników buławek (Clavariadelphus) ich miąższ nie zmienia barwy w wodnym roztworze siarczanu żelaza(II). Zarodniki są eliptyczne, o gładkiej powierzchni i pozbawione pory rostkowej, a ich wysyp jest biały, nieamyloidalny.

## Systematyka
Pozycja w klasyfikacji według Index Fungorum: Typhulaceae, Agaricales, Agaricomycetidae, Agaricomycetes, Agaricomycotina, Basidiomycota, Fungi.
Rodzaj Macrotyphula został opisany po raz pierwszy przez Ronalda Petersena w Mycologia w 1972 r. Nazwę polską podali Barbara Gumińska i Władysław Wojewoda w 1985 r. W wyniku zmian w taksonomii należące do tego rodzaju gatunki występujące w Polsce zostały przeniesione do rodzaju Typhula (pałecznica).

## Gatunki
- Macrotyphula cordispora Gelpi & E. Rubio 2012
- Macrotyphula defibulata R.H. Petersen 1988
- Macrotyphula rhizomorpha R.H. Petersen 1988
- Macrotyphula rigida Berthier 1976

Wykaz gatunków (nazwy naukowe) na podstawie Index Fungorum. Nazwy polskie według B. Gumińskiej i W. Wojewody.